# Колумбия на летних Олимпийских играх 1932
Колумбия принимала участие в Летних Олимпийских играх 1932 года в Лос-Анджелесе (США) в первый раз за свою историю, но не завоевала ни одной медали.